# Flying Dutchman (vela)
Nell'ambito degli sport nautici, il Flying Dutchman (abbreviato in FD)  è un natante a vela progettata tra il 1951 ed il 1952 dagli architetti olandesi Conrad Gülcher e Uus van Essen. È considerata la più veloce e la più elegante tra le derive classiche.

## Evoluzione della barca
- 1952 Vengono aggiunti il genoa e il trapezio: è la prima Classe in cui ne siano consentiti l'uso in regata.
- 1956 Primi scafi in vetroresina
- 1960 Introduzione del doppio fondo e dei pozzetti auto vuotanti.
- 1960 Esordio come classe olimpica alle Olimpiadi di Napoli (Roma) 1960
- 1964 Si diffonde l'uso dei due spinnaker: uno per il lasco, uno per la poppa.
- 1966 Drizza spi a circuito chiuso.
- 1967 Tubo di lancio a prua per lo spinnaker (funnel)
- 1976 Viene inventato il trapezio continuo.
- 1977 Sparatangone automatico installato sul boma.
- 1979 Prime barche in sandwitch.
- 1982 Barca in carbonio con post cura al forno (oro a Los Angeles con Jonathan McKee e Carl Buchan).
- 1992 Perdita dello status olimpico, vengono introdotti un tangone più lungo, uno spi più grande ed alzata la drizza dello stesso di 50 cm.

## Olimpiadi

Oltre il sistema che caratterizza l'imbarcazione a deriva mobile (da Sx a Dx) quale la classe "Finn" e la classe "Flying Dutchman" vi sono quelle a chiglia alla quale appartiene la classe "Star", "la Dragone" (quella con scafo marrone, chiglia grigia) e la classe internazionale 5,5 metri. Queste imbarcazioni furono presenti alle Olimpiadi del 1960-64-68.

- Olimpiadi di Roma (1960) Lunde - Bergval Norvegia
- Olimpiadi di Tokyo (1964) Pedersen - Wells Nuova Zelanda
- Olimpiadi di Città del Messico (1968) Pattison - MacDolad Smith Gran Bretagna
- Olimpiadi di Monaco di Baviera (1972) Pattison - Davies Gran Bretagna
- Olimpiadi di Montréal (1976) Diesch - Diesch Germania
- Olimpiadi di Mosca 1980 Abascal - Noguer Spagna
- Olimpiadi di Los Angeles 1984 McKee - Buchan Stati Uniti
- Olimpiadi di Seoul 1988 Bojsen Moller - Gronborg Danimarca
- Olimpiadi di Barcellona 1992 Doreste - Manrique Spagna

### Equipaggi italiani alle olimpiadi
| Olimpiade       | Barca                 | Equipaggio                         | Classifica |
| --------------- | --------------------- | ---------------------------------- | ---------- |
| XVII Olimpiade  | I - 44 Aldebaran II   | Mario Capio - Tullio Pizzorno      | 12°        |
| XVIII Olimpiade | I - 311 Aldebaran VII | Mario Capio - Marco Sartori        | 10°        |
| XIX Olimpiade   | I - 494 Alzavola II   | Carlo Massone - Emanuele Ottonello | 19°        |
| XX Olimpiade    | I - 736 Tucano        | Carlo Croce - Luciano Zinali       | 13°        |
| XXI Olimpiade   | I - 936               | Carlo Croce - Luciano Zinali       | 16°        |
| XXII Olimpiade  | I - 1040              | Marco Savelli - Roberto Gazzei     | 10°        |
| XXIII Olimpiade | I - 1097 Cigno        | Mario Celon - Claudio Celon        | 7°         |
| XXIV Olimpiade  | I - 97                | Mario Celon - Claudio Celon        | 19°        |
| XXV Olimpiade   | I - 1158 One O One    | Luca Santella - Flavio Grassi      | 21°        |